# Maudite Aphrodite
Pour les articles homonymes, voir Aphrodite (homonymie).
Pour plus de détails, voir Fiche technique et Distribution.
Maudite Aphrodite (Mighty Aphrodite) est un film américain écrit et réalisé par Woody Allen, sorti en salles en 1995.
Les acteurs principaux sont Woody Allen, F. Murray Abraham, Mira Sorvino, Helena Bonham Carter, Michael Rapaport et Peter Weller.
Le personnage principal, incarné par Allen, est un chroniqueur sportif new-yorkais marié qui part à la recherche de la mère biologique de son fils adoptif. Mais quand il découvre que cette dernière, incarnée par Mira Sorvino, écervelée mais attachante, est une prostituée et actrice de films pornographiques, il décide de l'aider à démarrer une nouvelle vie. Le long-métrage, traitant de manière humoristique le mythe du pygmalion, a été tourné dans l'État de New York et en Italie.
Considéré par certains critiques[Lesquels ?] comme une œuvre mineure dans la carrière de Woody Allen, Maudite Aphrodite obtient un accueil mitigé mais globalement positif des critiques professionnels, qui saluent largement la performance de Sorvino. Il rencontre un échec commercial aux États-Unis, avec 6,5 millions de dollars de recettes, pour un budget de production de 15 millions, mais parvient à amortir ces mauvais résultats à l'étranger, avec 18-19 millions de dollars de recettes à l'international, lui permettant d'engranger, selon les sources, entre 24,9 et 26 millions de dollars de recettes mondiales. En France, il rencontre un succès commercial honorable, avec 1 063 526 entrées.
Mira Sorvino a reçu l'Oscar de la meilleure actrice dans un second rôle et le Golden Globe de la meilleure actrice dans un second rôle pour sa performance.

## Synopsis
Dans une arène de théâtre grec, un chœur antique, auquel se joignent plusieurs héros de la mythologie, narre l'histoire de Lenny Wentrib. Reporter sportif new-yorkais, Lenny mène une vie ordinaire avec son épouse Amanda, qui est occupée à monter sa propre galerie d'art. Elle tente de le convaincre d'adopter un enfant, mais il est réticent. Toutefois, il accepte et le couple adopte un garçon qu'ils prénomment Max. Six ans plus tard, Max a grandi et s'avère être un bambin gentil, intelligent et bourré d'humour, mais le couple ordinaire que forme Lenny et Amanda bat de l'aile, car la jeune femme, absorbée par le travail, est courtisée par Jerry Bender, riche amateur d'art, susceptible de financer sa galerie. Quant à Lenny, s'interrogeant sur les parents biologiques de Max, se met à enquêter, quitte à frôler l'illégalité, à la recherche de la génitrice de cet enfant si exceptionnel, pensant trouver une personne similaire. Il finit par retrouver la trace de la véritable mère du garçon, une certaine Linda Ash. Mais sa déception est grande lorsqu'il découvre que Linda, candide, est une prostituée qui rêve de devenir actrice, mais est cantonné dans les films pornographiques. Toutefois, Lenny est séduit par la personnalité de Linda, qui en plus d'être séduisante, est généreuse et dynamique, se lie d'amitié avec la jeune femme, qui lui a avoué avoir eu un enfant et qu'elle regrette de l'avoir fait adopter. Il décide de l'aider à la remettre dans le droit chemin en la libérant de la tutelle de son souteneur en lui offrant des places de choix à un match très couru, puis en lui faisant rencontrer Kevin, un jeune boxeur tout aussi benêt qu'elle, qui veut renoncer à sa carrière pour retourner dans sa ferme natale. Kevin et Linda se plaisent et sortent ensemble, jusqu'à ce qu'il découvre sa promise dans une vidéo pornographique et décide de rompre. Parallèlement, Amanda, s'apercevant de l'erreur commise concernant sa liaison avec Jerry, préfère retourner auprès de son mari. Lenny va consoler Linda chez elle et ils finissent par faire l'amour.
Deux années se sont écoulés, Lenny mène une vie paisible avec Amanda et Max, tandis que Linda, dont il n'a plus de nouvelle, travaille comme coiffeuse, a épousé un pilote d'hélicoptère et a eu un enfant, conçu lors de sa nuit d'amour avec Lenny. Ils se retrouveront dans un magasin de jouets, Lenny, accompagné de Max, tandis que Linda est en compagnie de son bébé. Après leurs retrouvailles émouvantes, ils repartent chacun de leur côté, sans qu'aucun des deux ne révèle à l'autre qu'il est le vrai parent de l'enfant qu'il promène.

## Fiche technique
- Titre : Maudite Aphrodite
- Titre original : Mighty Aphrodite
- Réalisation et scénario : Woody Allen
- Photographie : Carlo Di Palma
- Direction artistique : Tom Warren
- Décors : Santo Loquasto
- Costumes : Jeffrey Kurkland
- Montage : Susan E. Morse
- Production : Robert Greenhut (producteur), Helen Robin (coproductrice), Jean Doumanian et J.E. Beaucaire (producteurs exécutifs), Letty Aronson, Jack Rollins et Charles H. Joffe (coproducteurs exécutifs)
  - Production associée : Thomas A. Reilly
- Sociétés de production : Sweetland Films et Magnolia Pictures, Miramax Films (non créditée)
- Sociétés de distribution :  Miramax Films,  Gaumont Buena Vista International
- Pays de production :  États-Unis
- Langue originale : anglais
- Budget : 15 000 000 $
- Format : couleur – 35mm – 1,85:1 — son Dolby SR monophonique
- Genre : comédie, romance
- Durée : 95 minutes
- Dates de sortie :
  - États-Unis : 27 octobre 1995 (sortie limitée), 11 janvier 1996 (sortie nationale)
  - France : 14 février 1996
  - Royaume-Uni : 12 avril 1996

## Distribution
- F. Murray Abraham (VF : Jean Négroni) : le coryphée
- Woody Allen (VF : Jean-Luc Kayser) : Lenny Wentrib
- Helena Bonham Carter (VF : Rafaèle Moutier) : Amanda Sloan Wentrib
- J. Smith-Cameron (VF : Micky Sébastian) : la femme de Bud
- Steven Randazzo (VF : Patrick Préjean) : Bud
- David Ogden Stiers : Laïos (Laius en VO)
- Olympia Dukakis (VF : Tania Torrens) : Jocaste (Jocasta en VO)
- Donald Symington (VF : Dominique Paturel) : le père d'Amanda
- Claire Bloom (VF : Danielle Volle) : la mère d'Amanda
- Jimmy McQuaid (VF : Hervé Grull) : Max
- Yvette Hawkins (VF : Maïk Darah) : la principale
- Rosemary Murphy (VF : Nadine Alari) : la coordinatrice du bureau d'adoption
- Peter McRobbie (VF : Mario Santini) : l'ancien propriétaire de Linda
- Kathleen Doyle (VF : Marion Game) : la femme de l'ancien propriétaire
- Jennifer Greenhut (VF : Anneliese Fromont) : la secrétaire de Lenny
- Paul Giamatti (VF : Denis Boileau) : le chercheur de guilde
- William Addy (VF : Bernard-Pierre Donnadieu) : le surveillant général
- Peter Weller (VF : Daniel Beretta) : Jerry Bender
- Kenneth Edelson (VF : Mario Santini) : Ken
- Danielle Ferland (VF : Frédérique Tirmont) : Cassandre
- Mira Sorvino (VF : Catherine Arditi) : Linda Ash
- Dan Moran (VF : Michel Vigné) : Ricky, le proxénète
- Tony Sirico (VF : Bernard-Pierre Donnadieu) : l'entraîneur de boxe
- Michael Rapaport (VF : Olivier Jankovic) : Kevin
- Jack Warden (VF : André Valmy) : Tirésias
- Kent Blocher (VF : Vincent Violette) : la voix de Dieu (Zeus en VO)
- Al Cerullo (VF : Éric Herson-Macarel) : Don, le pilote d'hélicoptère

## Production
Woody Allen vient de remporter un succès critique avec Coups de feu sur Broadway, mais est également sous les feux des projecteurs en raison de sa vie privée assez mouvementée : il vient de se séparer de Mia Farrow, après qu'elle a découvert la liaison de ce dernier avec sa fille adoptive, Soon-Yi Previn, défrayant ainsi la chronique. Établissant des connexions entre sa vie privée et son métier, tournant des films qualifiés par la critique de « cinéma égocentrique et autobiographique », Woody Allen reste dans la continuité avec ce qui va devenir Maudite Aphrodite.
Dans une interview à Vanity Fair, en 2005, Allen déclara que même après leur rupture amère et très médiatisée, il pensait que Farrow serait à même d'incarner Amanda, en disant qu'il croyait qu'elle serait la meilleure actrice pour le rôle. En réponse à cela, la directrice de casting Juliet Taylor a répondu qu'il était dingo. Le rôle est finalement confié à Helena Bonham Carter, connue notamment pour sa collaboration avec James Ivory. Cameron Diaz fut pressentie pour incarner le rôle de Linda Ash, prostituée et ex-actrice de porno, mais Mira Sorvino, fille de Paul Sorvino, remarquée dans Quiz Show, de Robert Redford, est finalement choisi. C'est elle qui a choisi la voix élevée et graveleuse de son personnage, ce qu'elle mentionnera dans une interview en 2011.
Le tournage de Maudite Aphrodite s'est déroulé du 3 octobre à fin décembre 1994  à New York, à Quogue et à Tarrytown. Les scènes du chœur antique dans l'arène ont été tournés au Théâtre de Taormine, situé en Sicile.

## Accueil

### Accueil critique
Maudite Aphrodite a reçu un accueil favorable des critiques professionnels, avec 77 % d'avis positifs sur le site Rotten Tomatoes, pour 35 commentaires collectés et une moyenne de 6,8⁄10. Le site Metacritic, qui recense les critiques de magazines anglophones, lui attribue un score de 59⁄100, pour 16 commentaires collectés.
La prestation de Mira Sorvino est saluée par la critique,.

### Box-office
Un mois après sa présentation au Festival de Toronto, le long-métrage sort aux États-Unis
le 27 octobre 1995 dans 19 salles, totalisant 326 494 $ de recettes le week-end de sa sortie, pour une moyenne de 17 183 $ par salles, ce qui lui permet d'atteindre la vingt-quatrième position au box-office américain . Pour sa première semaine, il prend la seizième position du box-office avec 457 054 $ dans le même nombre de copies, pour une moyenne de 24 055 $ par salles .
Par la suite, Maudite Aphrodite voit son nombre de copies en augmentation, allant jusqu'à 278 salles au cours de sa troisième semaine, totalisant 1 012 036 $ de recettes durant son troisième week-end, lui permettant d'atteindre la onzième position du box-office. Le total des recettes engrangées après trois week-ends à l'affiche est de 2 547 581 $. Toutefois, le film a du mal à se maintenir, voyant baisser sa fréquentation au fil des semaines, avant de finir son exploitation en salles avec un total de 6 468 498 $ de recettes ,, ce qui est un échec commercial, au vu du coût de production, soit un budget de 15 000 000 $. Mais c'est avec les recettes internationales que Maudite Aphrodite parvient à s'amortir, engrangeant 18 420 053 $ de recettes à l'étranger, ce qui lui permet de cumuler 24 888 551 $ de recettes mondiales, soit un taux de rentabilité de 66%.
Sorti en France le 14 février 1996 dans une combinaison de départ de 186 salles, Maudite Aphrodite prend la quatrième position du box-office au cours de sa première semaine avec 300 657 entrées, se positionnant derrière Seven (776 612 entrées dans 328 salles), Jumanji (461 307 entrées dans 422 salles) et Esprits rebelles (330 701 entrées dans 363 salles). En seconde semaine, le film chute de deux places, malgré dix salles supplémentaires, enregistrant un résultat de 221 768 salles, pour un total de 522 425 entrées . Il atteint le seuil maximal de 186 salles en troisième semaine, où il totalise 675 422 entrées, dont 152 997 entrées enregistrées durant cette semaine, lui permettant d'être à la septième place. Après quinze semaines resté à l'affiche, dont huit en province, Maudite Aphrodite finit sa carrière en salles avec 1 063 526 entrées, dont 450 327 entrées uniquement à Paris et dans sa périphérie , résultat similaire à Coups de feu sur Broadway, précédent film de Woody Allen, qui, l'année précédente, totalisa 1 022 313 entrées, dont 465 741 entrées sur Paris et sa périphérie.

## Distinctions

### Récompenses
- Golden Globes 1996 : meilleure actrice dans un second rôle pour Mira Sorvino
- Oscars 1996 : meilleure actrice dans un second rôle pour Mira Sorvino

### Nominations
- British Academy Film Awards 1996 : meilleure actrice dans un second rôle pour Mira Sorvino
- Oscars 1996 : meilleur scénario original pour Woody Allen